# Liophis typhlus
Liophis typhlus este o specie de șerpi din genul Liophis, familia Colubridae, descrisă de Linnaeus 1758.

## Subspecii
Această specie cuprinde următoarele subspecii:
- L. t. typhlus
- L. t. forsteri
- L. t. elaeoides

## Galerie

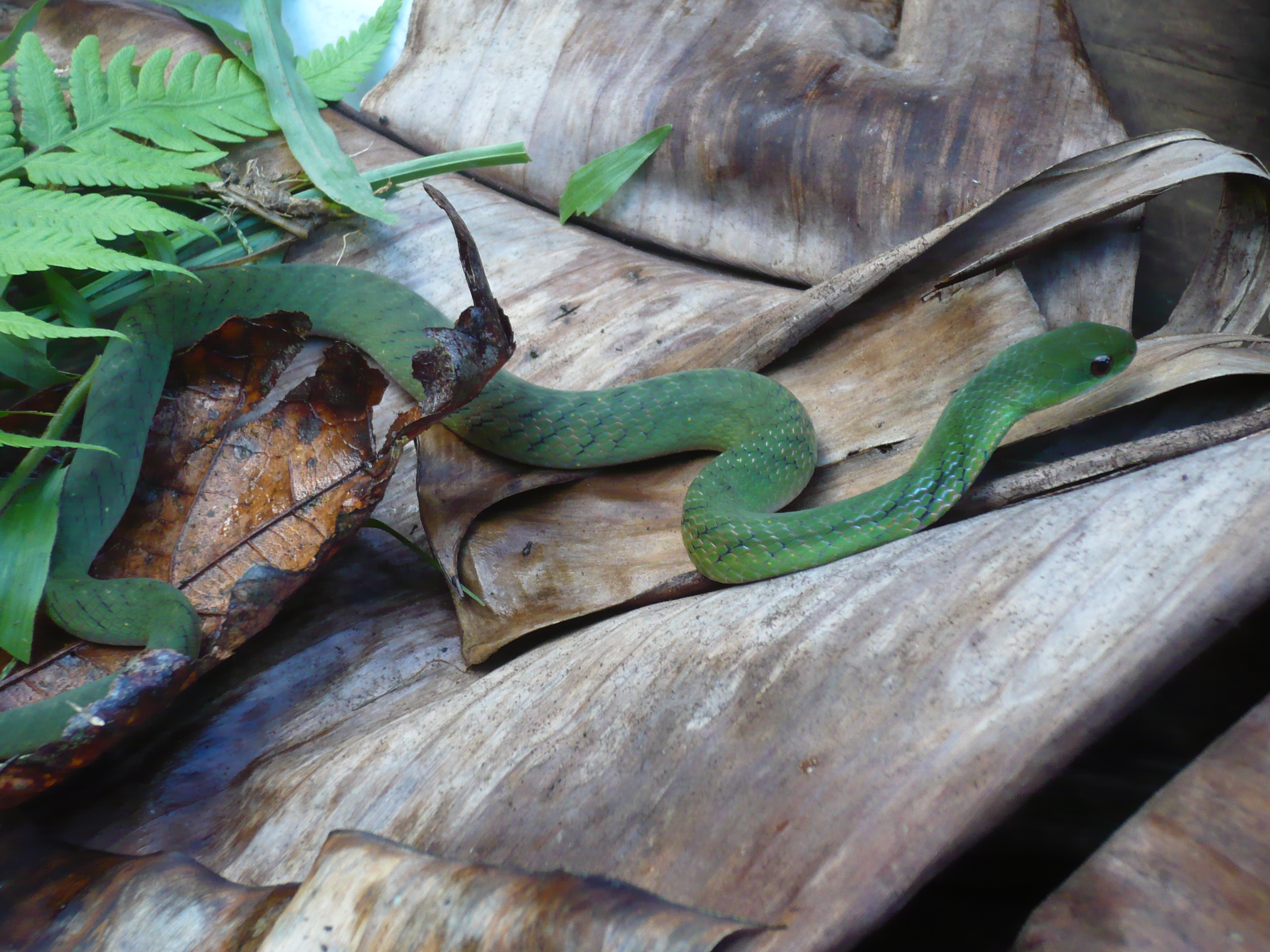